# Andromeda (Lied)
Andromeda ist ein italienischer Popsong der Sängerin Elodie aus dem Jahr 2020. Autoren des Titels sind Mahmood und Dardust.

## Hintergrund
Der Titel wurde im Rahmen des Sanremo-Festival 2020 vorgestellt und galt im Vorfeld als einer der Favoriten. Erreicht wurde der siebte Platz. Das Lied wurde als Single und auf dem Album This Is Elodie veröffentlicht. Bei dem Musikvideo führte Attilio Cusani Regie.

## Inhalt
Inhaltlich bezieht sich der Titel auf die aus der griechischen Mythologie bekannten Figur Andromeda. So wird die Beziehung einer jungen Frau zu einem deutlich älteren Mann beschrieben, dessen unreifes Verhalten letztlich zu einem Bruch der Beziehung führt.

## Kommerzieller Erfolg

### Chartplatzierungen
| ChartsChartplatzierungen | Höchstplatzierung | Wochen |
| ------------------------ | ----------------- | ------ |
| Italien (FIMI)           | 6 (17 Wo.)        | 17     |

### Auszeichnungen für Musikverkäufe
| Land/Region    | Auszeichnungen für Musikverkäufe (Land/Region, Auszeichnung, Verkäufe) | Verkäufe |
| -------------- | ---------------------------------------------------------------------- | -------- |
| Italien (FIMI) | Platin                                                                 | 70.000   |
| Insgesamt      | 1× Platin ·                                                            | 70.000   |